# Nibok

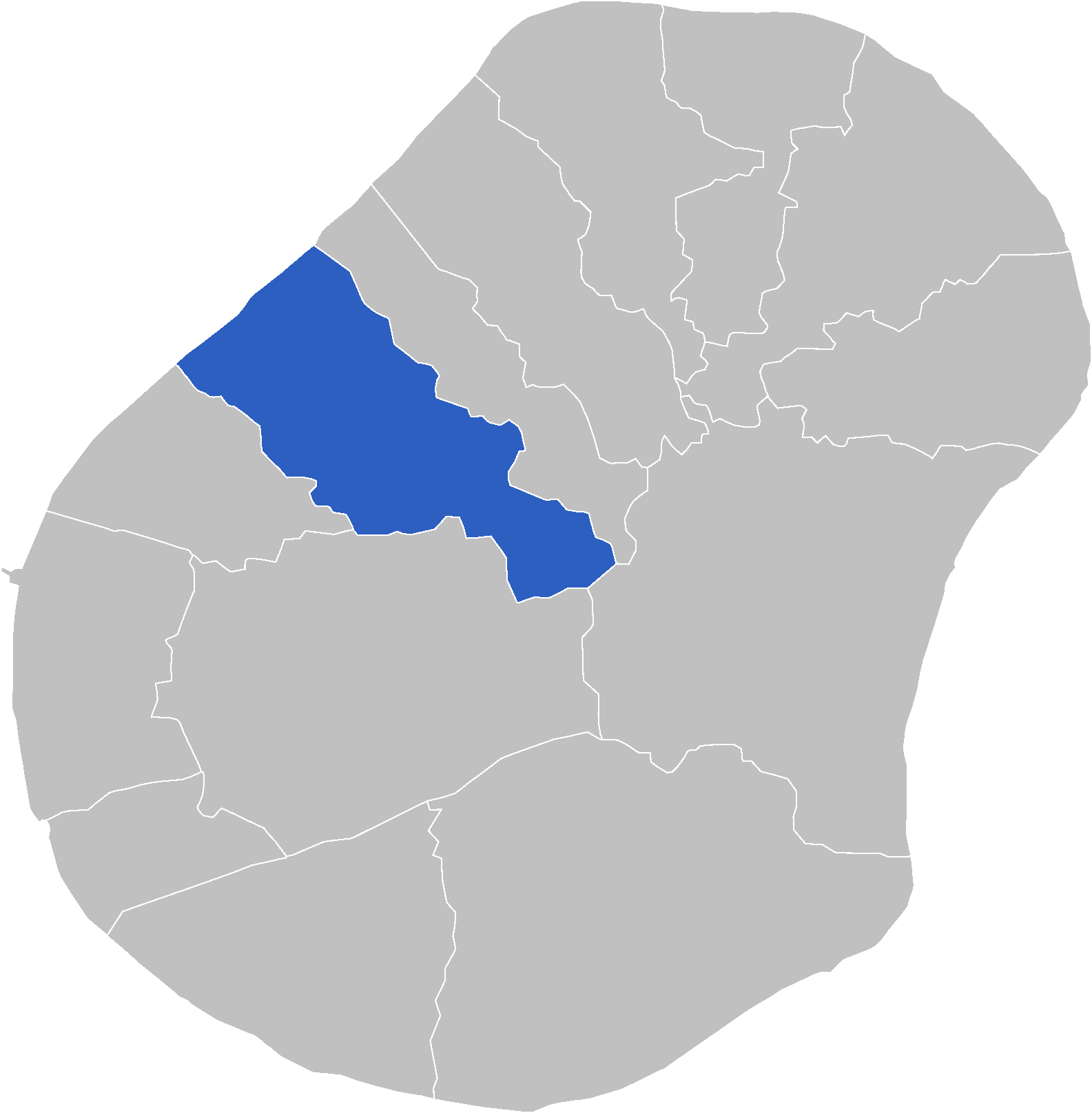
Distriktets läge på Nauru

Nibok är ett distrikt i Nauru, beläget på den västra delen av ön. Nibok har en area på 1,6 km² och totalt 460 invånare (2004). I Nibok ligger Nauru Phosphate Corporations field workshops. Nibok är en del av valkretsen Ubenide.